# NGC 1158
NGC 1158 este o galaxie lenticulară situată în constelația Eridanul. A fost descoperită în 1 ianuarie 1886 de către Francis Leavenworth.